# Innocent Guz
Pour les articles homonymes, voir Guz.
Innocent Guz, né le 18 mars 1890 à Lemberg (Autriche-Hongrie), est un prêtre franciscain conventuel polonais assassiné par un gardien nazi du camp de concentration d'Oranienburg-Sachsenhausen (Allemagne), le 6 juin 1940. Il est béatifié en 1999 par le pape Jean-Paul II.

## Biographie
Né sous le nom de Joseph Adalbert Guz le 18 mars 1890 à Lemberg en Autriche-Hongrie, il entre en 1908 chez les Franciscains où il prend le  nom  d'Innocent.  Après  des  études  en philosophie à Cracovie, il est ordonné prêtre en 1914, à la veille de la Première Guerre mondiale. Il exerce alors son ministère dans diverses paroisses et communautés, puis se rend à Grodno. Il y fait la connaissance du père Maximilien Kolbe et entre ainsi à la Mission de l’Immaculée, fondée par ce dernier, afin d'y devenir confesseur et professeur de 1933 à 1936.
Pendant l'Occupation de 1939, alors que l'URSS occupe l'Est et le Reich allemand l'Ouest de la Pologne, il est transféré à Grodno, puis il est arrêté et emprisonné dans la prison de la ville le 21 mars 1940 par les Soviétiques qui mettent en place une politique de répression antichrétienne. Cependant, il réussit à s'échapper et se rend en zone allemande, où il est arrêté par la Gestapo. Il est alors transféré au camp de concentration de Soldau puis vers celui d'Oranienbourg-Sachsenhausen. Arrivé au camp, il est torturé par un gardien, qui le tue finalement le 6 juin 1940.
Considéré comme l'un des cent-huit « martyrs polonais de la Seconde guerre mondiale », il est béatifié le 13 juin 1999 par le pape Jean-Paul II à Varsovie,.